# The Strange Case of Princess Khan
The Strange Case of Princess Khan è un cortometraggio muto del 1915 diretto da Edward J. Le Saint. Il film, prodotto dalla Selig Polyscope Company, prende spunto da un soggetto di James Oliver Curwood.

## Trama
In giro per il mondo alla ricerca di un buon soggetto per il suo prossimo best seller, a Bombay il famoso scrittore Philip Dawson viene invitato a partecipare dalla signora Carewe a casa sua a una seduta tenuta da Sadi Khan, un mistico indù noto per i suoi poteri di ipnotizzatore. Gli ospiti vengono disposti a semicerchio, con le mani legate e messi in stato di trance. Sadi Khan si sposta poi contro il muro e sembra dissolversi nel nulla, mentre al suo posto appare una bellissima fanciulla che, con passi di danza, si aggira tra gli ospiti. Il numero finisce con il dileguarsi della visione e la riapparizione di Sadi Khan.

Tornato a casa, Dawson ripensa alle strane sensazioni provate durante la serata. Si accorge con sorpresa di alcuni capelli dorati sul risvolto della sua giacca, ricordandosi che la bella apparizione gli aveva sfiorato la manica con la sua capigliatura. Incuriosito, chiede per sé un'altra esibizione del vecchio indiano. Dopo essersi messi d'accordo sulla cifra, lo scrittore si trova di nuovo in una stanza, seduto a terra, con le mani legate e Sadi Khan che usa i suoi poteri per ipnotizzarlo. La scena si ripete ma Dawson che non è scivolato del tutto nello stato ipnotico, quando riprende il suo cappello che era stato posato a terra, vede che contiene un biglietto: "Mio zio mi mantiene quasi sempre sotto il suo incantesimo ipnotico. Sto scrivendo adesso in un momento di normalità: spero che qualcuno possa aiutarmi. Sono per metà inglese e il mio nome è principessa Khan." Philip porta il biglietto alla stazione di polizia e viene organizzato un raid alla villa di Sadi Khan. Ma i risultati sono nulli e il sergente comincia a dubitare di Dawson. Philip, a questo punto, si rivolge ad alcuni amici con i quali programma un'irruzione nella villa per un'ispezione più attenta. Sadi Khan e Ben Saada, il suo assistente, decidono intanto di portare via la ragazza, che era stata nascosta in una stanza segreta. L'automobile su cui la fanno salire, sempre incosciente, è vista da Philip e i suoi, che si mettono a inseguirla. Durante la caccia, l'auto degli indiani, passando su un ponte smantellato, va a sbattere contro un ostacolo e la principessa ne viene sbalzata fuori. Di Sadi Khan e di Ben Saada nessuna traccia. Philip e i suoi portano la ragazza in albergo, dove viene presa in cura dalla madre di Philip, ma nessuno sa come risvegliarla. Intanto, al fiume, alcuni barcaioli hanno ritrovato il corpo di Sadi Khan. Tra le sue vesti viene ritrovata la fiala che l'uomo usava per risvegliare la nipote: quando finalmente torna alla realtà, la principessa Khan non ha dubbi nel riconoscere il Philip il suo salvatore e il suo compagno predestinato.

## Produzione
Il film fu prodotto dalla Selig Polyscope Company.

## Distribuzione
Distribuito dalla General Film Company, il film - un cortometraggio in due bobine - uscì nelle sale cinematografiche statunitensi il 4 gennaio 1915.